# Iloilo (provincie)
Iloilo is een provincie van de Filipijnen op het eiland Panay. De provincie maakt deel uit van regio VI (Western Visayas). De hoofdstad van de provincie is Iloilo City, ondanks het feit dat de stad zelf onafhankelijk is van de provincie. Bij de census van 2015 telde de provincie ruim 1,9 miljoen inwoners.

## Mensen en Cultuur

### Bevolkingsgroepen
De inwoners van Iloilo staan bekend als Ilonggos. Veel inwoners van Iloilo stammen, als gevolg van het verleden waarin Iloilo City een belangrijke haven was, af van Spanjaarden.

### Talen
De taal die de meeste inwoners van Iloilo spreken heet formeel Hiligaynon en staat (meer informeel) ook wel bekend als Ilonggo. Deze taal wordt naast Iloilo ook wel gesproken door inwoners van Capiz. De taal staat bekend als een erg zacht klinkende taal.

## Geografie

### Bestuurlijke indeling
Iloilo bestaat uit 2 steden en 42 gemeenten.

#### Steden
- Iloilo City
- Passi City

#### Gemeenten
| - Ajuy - Alimodian - Anilao - Badiangan - Balasan - Banate - Barotac Nuevo - Barotac Viejo - Batad - Bingawan - Cabatuan - Calinog - Carles - Concepcion | - Dingle - Dueñas - Dumangas - Estancia - Guimbal - Igbaras - Janiuay - Lambunao - Leganes - Lemery - Leon - Maasin - Miagao - Mina | - New Lucena - Oton - Pavia - Pototan - San Dionisio - San Enrique - San Joaquin - San Miguel - San Rafael - Santa Barbara - Sara - Tigbauan - Tubungan - Zarraga |

Deze steden en gemeenten zijn weer verder onderverdeeld in 1901 barangays.

### Klimaat

#### Regenval
Het zuiden en een deel van het midden van de provincie heeft een goed te onderscheiden droge periode. Hierbij is het droog van november of december tot april of juni. De rest van het jaar is het relatief nat. Dit komt overeen met type I. Het noorden van de provincie is in te delen in type III, waarbij geen echte droge tijd te onderscheiden is. De gemiddelde regenval per jaar in de provincie is 1717,0 mm. Dit is ruim twee keer zoveel als de gemiddelde jaarlijkse neerslag in Nederland.

## Demografie
Iloilo had bij de census van 2015 een inwoneraantal van 1.936.423 mensen. Dit waren 130.847 mensen (7,2%) meer dan bij de vorige census van 2010. Ten opzichte van de census van 2000 was het aantal inwoners gegroeid met 377.241 mensen (24,2%). De gemiddelde jaarlijkse groei in die periode kwam daarmee uit op 1,34%, hetgeen lager was dan het landelijk jaarlijks gemiddelde over deze periode (1,72%).

De bevolkingsdichtheid van Iloilo was ten tijde van de laatste census, met 1.936.423 inwoners op 5079,17 km², 381,2 mensen per km².

## Bestuur en politiek
Zoals in alle provincies in de Filipijnen is de belangrijkste bestuurder van Iloilo een gouverneur. De gouverneur wordt sinds 1987 elke drie jaar gekozen en is het hoofd van het provinciale bestuur en de uitvoerende organen. De huidige gouverneur van de provincie, Arthur Defensor is tijdens de verkiezingen van 2016 voor een derde termijn van drie jaar gekozen. De vicegouverneur, momenteel Christine Garin, is voorzitter van de provinciale raad. Deze provinciale raad is in Iloilo samengesteld uit 10 afgevaardigden. Deze afgevaardigden worden rechtstreeks gekozen door de stemgerechtigde inwoners in de vijf kiesstricten van de provincie. Alle vijf districten hebben twee afgevaardigden in de provinciale raad. De inwoners van de drie districten kiezen bovendien elk een afgevaardigde in het Filipijns Huis van Afgevaardigden.
Lijst van gouverneurs van Iloilo sinds 1901
| - 1901 – 1904 Martin Delgado - 1904 – 1906 Raymundo Melliza - 1906 – 1908 Benito Lopez - 1908 – 1912 Ruperto Montinola - 1911 – 1913 Adriano Hernandez - 1914 – 1916 Amando Avanceña - 1917 – 1922 Gregorio Yulo - 1922 – 1925 Ruperto Montinola - 1925 – 1927 Jose Ledesma | - 1927 – 1928 Jose Lopez Vito - 1931 – 1934 Yulo Regalado - 1934 – 1937 Timoteo Consing sr. - 1938 – 1941 Tomas Confesor - 1941 – 1944 Fermin Caram sr. - 1945 – 1945 Patricio Confesor - 1948 – 1959 Mariano Peñaflorida - 1960 – 1963 Jose Zulueta | - 1964 – 1969 Rafael Palmares - 1970 – 1986 Conrado Norada - 1986 – 1988 Licurgo Tirador - 1988 – 1992 Mariano Un Ocampo III - 1987 – 1992 Simplicio Griño - 1998 – 2001 Arthur Defensor sr. - 2001 – 2010 Niel Tupas sr. - 2010 – 2019 Arthur Defensor sr. |

## Economie
Iloilo is een relatief arme provincie. Uit cijfers van het National Statistical Coordination Board (NSCB) uit het jaar 2003 blijkt dat 38,6% (13.221 mensen) onder de armoedegrens leefde. In het jaar 2000 was dit 36,9%. Daarmee staat Iloilo 47e op de lijst van provincies met de meeste mensen onder de armoedegrens. Van alle 79 provincies staat Iloilo bovendien 28e op de lijst van provincies met de ergste armoede.

## Geboren in Iloilo
- Antonio Jayme (Iloilo City, 24 juli 1854), jurist en politicus (overleden 1937);
- Graciano López Jaena (Iloilo City, 18 december 1856), revolutionair en een nationale held (overleden 1896);
- Aniceto Lacson (Iloilo City, 17 april 1857), suikerbaron, grootgrondbezitter en revolutionair (overleden 1931);
- Teresa Magbanua (Pototatan, 13 oktober 1868), leider in de Filipijnse Revolutie (overleden 1947);
- Pura Villanueva-Kalaw (Iloilo City, 27 april 1886), schrijfster en suffragette (overleden 1954);
- Tomas Confesor (Cabatuan, 2 maart 1891), afgevaardigde, gouverneur en senator (overleden 1951);
- Paulino Alcántara (Iloilo City, 7 oktober 1896), Spaans-Filipijns voetballer (overleden 1964);
- Charlie Davao (Iloilo City, 1934 of 1935), acteur (overleden 2010);
- Antonio Ledesma (Iloilo City, 28 maart 1943), aartsbisschop;
- Miriam Defensor-Santiago (Iloilo City, 15 juni 1945), rechter en politicus;
- Eugenio Torre (Iloilo City, 4 november 1951), schaker;
- Grace Poe-Llamanzares (Iloilo City, 3 september 1968), politicus.